# Geophilus lanius
Geophilus lanius är en mångfotingart som beskrevs av Henri W. Brölemann 1896. Geophilus lanius ingår i släktet Geophilus och familjen storjordkrypare. Inga underarter finns listade i Catalogue of Life.